# Dunn Engineering
 Dunn Engineering  va ser un constructor estatunidenc de cotxes de competició.
Dunn va competir al campionat del món de la Fórmula 1 les temporades 1957, 1958 i 1959.
Va disputar només la cursa del Gran Premi d'Indianapolis 500, no competint a cap més prova del campionat del món de la F1.

## Resultats a la F1
| Temporada | Pilot        | Graella | Classificació | Punts | Retirada | Resultats |
| --------- | ------------ | ------- | ------------- | ----- | -------- | --------- |
| 1957      | Al Herman    | 30      | 21            |       | Accident | Resultats |
| 1958      | Chuck Weyant | 29      | 24            |       | Accident | Resultats |
| 1959      | Al Herman    | 23      | 13            |       |          | Resultats |